# Unterseeboot 209
Le Unterseeboot 209 (ou U-209) est un sous-marin allemand (U-Boot) de type VII.C utilisé par la Kriegsmarine (marine de guerre allemande) pendant la Seconde Guerre mondiale

## Historique
Mis en service le 11 octobre 1941, l'Unterseeboot 209 reçoit sa formation de base dans la 6. Unterseebootsflottille à Danzig jusqu'au 28 février 1942, où il rejoint son unité de combat, toujours dans la 6. Unterseebootsflottille, puis dans la 11. Unterseebootsflottille à Bergen à partir du 1er juillet 1942 et à partir du 1er mars 1943 dans la 1. Unterseebootsflottille à Brest, port qu'il n'atteindra jamais.
Il réalise sa première patrouille, quittant le port d'Heligoland le 29 septembre 1941 sous les ordres du Kapitänleutnant Heinrich Brodda. Après 18 jours de mer, l'U-209 rejoint le port de Kirkenes qu'il atteint le 1er avril 1942.
L'Unterseeboot 209 a effectué sept patrouilles dans lesquelles il a coulé quatre navires marchands pour un total de 1 356 tonneaux au cours de 157 jours en mer.
Sa septième patrouille commence à Kiel le 6 avril 1943 toujours sous les ordres du Kapitänleutnant Heinrich Brodda. Après 32 jours en mer, l'U-209 est porté disparu le 7 mai 1943 dans l'Atlantique Nord à la position géographique de 52° N, 38° O,
Il a été probablement perdu dans un accident de plongée après les dommages occasionnés le 4 mai 1943 dans une attaque par un avion PBY Catalina canadien (RCAF Squadron NOS 5/W). 
Les 46 membres d'équipage sont également portés disparus.

## Affectations
- 6. Unterseebootsflottille du 11 octobre 1941 au 28 février 1942 (entraînement)
- 6. Unterseebootsflottille du 1er mars au 30 juin 1942 (service actif)
- 11. Unterseebootsflottille du 1er juillet 1942 au 7 décembre 1943 (service actif)
- 1. Unterseebootsflottille du 1er mars au 7 mai 1943 (service actif)

## Commandements
- Kapitänleutnant Heinrich Brodda du 11 octobre 1941 au 7 mai 1943

## Patrouilles
|       | Commandant             | Départ           | Départ       | Arrivée          | Arrivée    | Jours     | Succès  |
| ----- | ---------------------- | ---------------- | ------------ | ---------------- | ---------- | --------- | ------- |
|       | Kptlt. Heinrich Brodda | 11 mars 1942     | Kiel         | 12 mars 1942     | Heligoland | 2 jours   |         |
| 1     | Kptlt. Heinrich Brodda | 15 mars 1942     | Heligoland   | 1er avril 1942   | Kirkenes   | 18 jours  |         |
| 2     | Kptlt. Heinrich Brodda | 7 avril 1942     | Kirkenes     | 20 avril 1942    | Bergen     | 14 jours  |         |
| 3     | Kptlt. Heinrich Brodda | 16 mai 1942      | Bergen       | 2 juin 1942      | Narvik     | 18 jours  |         |
|       | Kptlt. Heinrich Brodda | 4 juin 1942      | Narvik       | 7 juin 1942      | Bergen     | 4 jours   |         |
| 4     | Kptlt. Heinrich Brodda | 17 juillet 1942  | Bergen       | 28 juillet 1942  | Kirkenes   | 12 jours  |         |
| 5     | Kptlt. Heinrich Brodda | 5 août 1942      | Kirkenes     | Skjomenfjord     | 28 jours   | 1 356     |         |
|       | Kptlt. Heinrich Brodda | 3 septembre 1942 | Skjomenfjord | 6 septembre 1942 | Bergen     | 4 jours   |         |
|       | Kptlt. Heinrich Brodda | 12 octobre 1942  | Bergen       | 15 octobre 1942  | Narvik     | 4 jours   |         |
| 6     | Kptlt. Heinrich Brodda | 6 novembre 1942  | Narvik       | 10 décembre 1942 | Narvik     | 35 jours  |         |
|       | Kptlt. Heinrich Brodda | 13 décembre 1942 | Narvik       | 16 décembre 1942 | Bergen     | 4 jours   |         |
|       | Kptlt. Heinrich Brodda | 19 décembre 1942 | Bergen       | 24 décembre 1942 | Kiel       | 6 jours   |         |
| 7     | Kptlt. Heinrich Brodda | 6 avril 1943     | Kiel         | 7 mai 1943       | Coulé      | 32 jours  |         |
| Total | Total                  | Total            | Total        | Total            | Total      | 157 jours | 1 356 t |

Note : Kptlt. = Kapitänleutnant

### Opérations Wolfpack
L'U-209 a opéré avec les Wolfpacks (meute de loups) durant sa carrière opérationnelle :
1. Ziethen (23 mars 1942 - 29 mars 1942)
2. Eiswolf (29 mars 1942 - 31 mars 1942)
3. Robbenschlag (7 avril 1942 - 14 avril 1942)
4. Blutrausch (15 avril 1942 - 15 avril 1942)
5. Greif (16 mai 1942 - 29 mai 1942)
6. Boreas (19 novembre 1942 - 7 décembre 1942)
7. Meise (25 avril 1943 - 27 avril 1943)
8. Star (27 avril 1943 - 4 mai 1943)
9. Fink (4 mai 1943 - 6 mai 1943)

## Navires coulés
L'Unterseeboot 209 a coulé quatre navires marchands pour un total de 1 356 tonneaux au cours des sept patrouilles (157 jours en mer) qu'il effectua.
| Date         | Navire     | Pavillon         | Tonnage | Fait  |
| ------------ | ---------- | ---------------- | ------- | ----- |
| 17 août 1941 | Komiles    | Union soviétique | 136     | Coulé |
| 17 août 1941 | Sh-500     | Union soviétique | 500     | Coulé |
| 17 août 1941 | Komsomolec | Union soviétique | 220     | Coulé |
| 17 août 1941 | P-4        | Union soviétique | 500     | Coulé |